# Телепнев-Оболенский, Фёдор Васильевич Овчина
Фёдор Васильевич Те́лепнев-Овчи́на-Оболе́нский — князь, голова и воевода, наместник во времена правления Василия III Ивановича и Ивана IV Васильевича Грозного.
Сын князя Василия Васильевича Телепня Оболенского, брат Ивана Немого и Фёдора Лопаты.

## Биография
Полковой голова в Тарусе (1521 г.). По росписи от поля, 2-й воевода на Кашире, а затем перешёл к Ростиславлю (июль 1527 года). Подписался в поручной записи по князю Михаилу Львовичу Глинскому (февраль 1527 года). Второй воевода на Кашире (1529 г.). В походе на Казань 1-й воевода левой руки конной рати (1530 г.). Наместник Стародуба (1534 г.). Во время войны с Литвой командовал одним из московских отрядов, действовавших в Северской земле. В 1534 году он, действуя из Стародуба, разорял литовские земли в окрестностях Мозыря, Турова, Могилева и доходя до Новогрудка (1534 г.).
Литовское войско, захватив Гомель, осадило Стародуб (1534 г.), оборону возглавил князь Фёдор Васильевич. Русское войско мужественно защищались, с русской стороны погибло около 13 000 человек, но литовцы подвели подкопы, взорвали укрепления, в жестоком сражении наместник Телепнев-Оболенский был взят в плен. Находясь в плену князь Фёдор написал письмо двоюродному брату Ивану, фавориту Елены Глинской с просьбой позаботиться о его семье, просба воеводы была выполнена. В 1536 г. слуга князя Фёдора, Андрей Горбатый писал сыну князя Фёдора Дмитрию с просьбой похлопотать о его освобождении. Близость князя Фёдору к фавориту Глинской - князю Ивану вызвала дипломатиечские переговоры между Русским государством и Литовским королевтвом. Иван Грозный давал за него 2000 рублей выкупа, но король не согласился. Содержался в тюрьме вместе с князем Михаилом Юрьевичем Оболенским. После заключения пятилетнего перемирия, князь Фёдор Васильевич вернулся в Москву (1538 г.).
Жена: княжна Ульяна Андреевна. От брака имели единственного сына — Дмитрия, казнённого по приказу Ивана Грозного († 1563 г.) и дочь княжну Авдотью, которая родилась (около 1535 года), когда отец был в плену.